# Inkognito (TV-serie)
Inkognito är en svensk TV-serie i tre delar från 2013 i regi av Alain Darborg. I rollerna ses bland andra Per Morberg, Susanne Thorson, Richard Ulfsäter och Christoffer Nordenrot.

## Handling
Åklagaren Johan Sjöö har fått nog av de brott som ostraffat begås i samhällets toppskikt och bestämmer sig för att ta lagen i egna händer och därigenom skipa riktig rättvisa. Han sätter samman tre unga specialister i syfte att skaffa bevis för att sätta dit de skyldiga – en yrkesmilitär, en polis och en datahacker.

## Rollista
- Per Morberg – Jonas Sjöö
- Susanne Thorson – Nadja Dolk
- Richard Ulfsäter – Edward 'Eddie' Cederholt
- Christoffer Nordenrot	– Filip Jacobsson
- Mats Bergman – Marcus Gripenberg
- Bengt Braskered – Anders Axén
- Jonatan Blode – Peter Zsücs
- Maria Kuhlberg – Hedvig Rosengren
- Lars Green – Erik Dolk
- Jan Modin	– Henrik Collin
- Anette Lyngborn - Marianne Axén
- Jessie Liu – Hong
- Bengt Magnusson – nyhetsuppläsare
- Jan Waldekranz - Gustav Leander
- Thomas Gjutarenäfve - Keith, Bodyguard

## Om serien
Tomas Tivemark på produktionsbolaget Tre Vänner har beskrivit Inkognito som en "spänningshistoria med humoristisk ton". I en intervju förklarar han att serien syftar till att "kombinera spänning och humor på ett sätt som inte gjorts så många gånger tidigare i Sverige". Serien spelades in mellan oktober och december 2010. Manus skrevs av Karin Gidfors, Alex Kantsjö, Johan Kindblom och Piotr Marciniak och serien producerades av Johan Hedman. Scenograf var Teresa Beale.

## Mottagande
Första avsnittet av Inkognito sågs av 1 283 000 tittare. De höga tittarsiffrorna till trots så gavs flera journalister serien kritik på Twitter. Johannes Forssberg skrev "Ser 'Inkognito'. Kalkon redan efter två scener. I inledande taffliga dialoger får vi veta allt om huvudkaraktärerna, i all deras platthet." Fredrik Virtanen skrev "Inkognito är unik. Allvarlig thriller - men ändå fars. Banbrytande. (På det inte bra sättet.)"